# SK Tavrija Simferopolj
SK Tavrija Simferopol (ukr: Спортивний клуб "Таврія" Сімферополь), bivši je ukrajinski profesionalni nogometni klub iz grada Simferopolj na krimskom poluotoku. Igrali su na stadionu RSK Lokomotiv kapaciteta oko 20.000 ljudi.

## Povijest

### SSSR
Klub je 1958. godine osnovan pod imenom Avangard (ukr/rus: Авангард). 1963. godine klub mjenja ime u Tavrija. Tri puta je osvajao šampionat Ukrajinske SSR (1973., 1985. i 1987.), jednom je bio drugoplasirani (1986.), a dva puta trećeplasirani (1962. i 1972.). Kup Ukrajinske SSR osvaja 1974. godine, a 1975. igra finale. Prvu ligu SSSR-a osvaja 1980. godine, te stječe pravo učešća u Sovjetskoj Višoj ligi, najvišem rangu

### Ukrajina
Raspadom Sovjetskog Saveza i osnivanjem ukrajinske Premier lige, standardni je član najvišeg ranga natjecanja u Ukrajini. U prvoj sezoni ukrajinskog prvenstva osvajaju prvo mjesto i postaju prvi prvak Ukrajine u nogometu. U sezoni 1993./94., klub igra finale ukrajinskog kupa, a osvaja ga u sezoni 2009./10. Nakon osvojenog kupa ne uspjeva osvojiti Superkup Ukrajine 2010. godine.
Od europskih natjecanja, dva puta su stizali do 3. runde Intertoto kupa 2001. i 2008. godine (tj. 2008. godine je treća runda bilo finale), u sezoni 1992./93., stižu do 1/16 finala UEFA Lige prvaka, a u sezoni 2010./11. UEFA Europa Lige gube u kvalifikacijama.

### Gašenje
Nakon krimske krize i proglašavanja neovisnosti Krima, odnosno pripajanja Ruskoj Federaciji, početkom lipnja Tavrija, zajedno sa Sevastopoljem i Žemčužinom iz Jalte bivaju ugašeni. Umjesto SK Tavrije, nova ruska vlast osniva SKIF Simferopolj, dok veterani Tavrije osnivaju FK TSK-Tavrija Simferopolj, koji se natječe u krimskoj Premier ligi. Pošto vlast u Ukrajini ne priznaje rusku aneksiju Krima i smatra Krim svojim sastavnim dijelom, u ukrajinskim nogometnim krugovima se javila ideja obnove Tavrije koja bi nastavila ukrajinsku tradiciju kluba. Izvršni odbor Ukrajinskog nogometnog saveza je sredinom lipnja 2015. godine donio odluku o oživljavanju Tavrije, te je odlučeno da novi klub bude smješten u Hersonu, u regiji koja graniči s Krimom.

## Vanjske poveznice
- Službene stranice kluba  Arhivirana inačica izvorne stranice od 8. prosinca 2012. (Wayback Machine)